# 第3號交響曲 (貝多芬)
E♭大調第3號交響曲《英雄》，是路德維希·范·貝多芬第55號作品，作于1803年至1804年期間。該作品是標準的四樂章交響曲，亦是貝多芬個人、乃至音樂歷史上的里程碑式作品，其規模宏大、充沛有力、情感豐富、結合了詩意和力量，極具獨創性，在當時不受觀衆接受和歡迎；但卻是貝多芬最爲鍾愛的作品之一。現在它被看作是貝多芬的代表作之一，並時常被認爲是浪漫樂派的創始作品。原本貝多芬將該作品題獻給他所欽佩的拿破崙，但因後者稱帝，憤而改爲“紀念一位英雄人物”。《英雄》之名亦由此得來。

## 背景

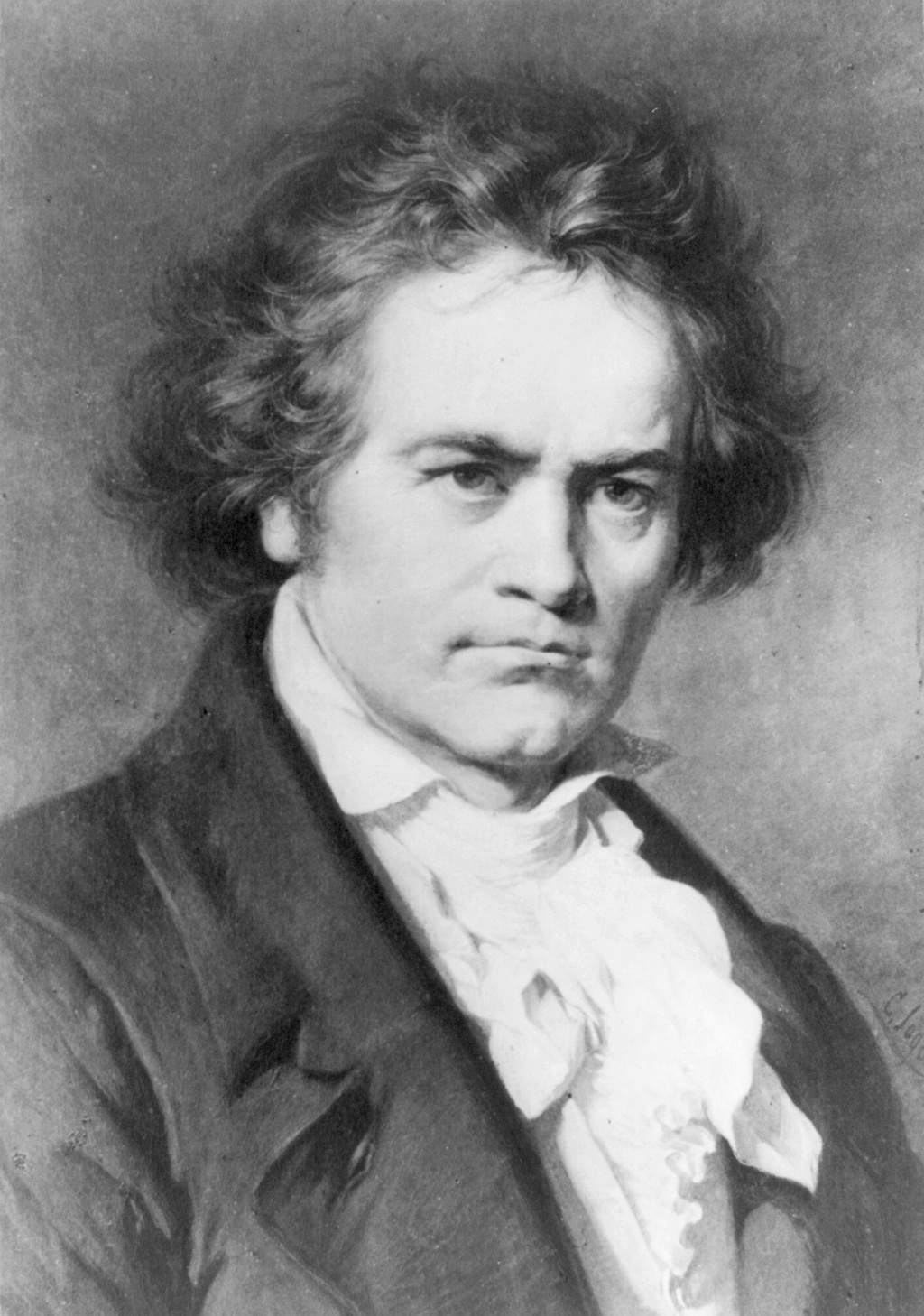
路德维希·范·贝多芬

貝多芬早在1789年時就有寫作一部英雄氣概交響曲的想法，但並沒有落到筆頭。貝多芬於1801年察覺到自己的耳聾，並在翌年夏搬至海利根斯塔特以躲避維也納的氣候。在那裏貝多芬寫下了海利根斯塔特遺書。他甚至想自殺，但「我的藝術把我拉回來」。在這一階段，貝多芬作出了該交響曲，也表達了其內心的奮鬥歷程。這首交響曲從1803年5月正式開始創作，作品完成是在1804年的年初。

### 名稱和題獻
貝多芬最初將該作品題獻給拿破崙·波拿巴。貝多芬敬佩法國革命的理想，以及為他們實現的拿破崙，但是當拿破崙在1804年5月加冕自己為法國皇帝時，而貝多芬卻對拿破崙大失所望，他走到了放置完成創作的樂譜桌子前，將寫著“波拿巴”的字挖出來，留下了一個洞。之後，他把標題改為“英雄交響曲，為紀念一位英雄人物”（義大利語：Sinfonia eroica, composta per festeggiare il sovvenire d'un grand'uomo），並改題爲獻給其贊助人洛布科維茨親王。
费迪南德·里斯在說貝多芬生平的故事時說：
在寫這部交響曲的過程中，貝多芬一直想起拿破崙，當時拿破崙正為第一執政。在那時候貝多芬是很尊重他的，並將他看做古羅馬的偉大執政者。許多貝多芬的密友都看到了他的草稿封面頁頂部寫著“波拿巴”，而底部才寫著“貝多芬”。後來我跟他說拿破崙已自行稱帝的消息後，他就開始憤怒的大叫：「他只不過是個凡夫俗子，居然為了自己的野心而踐踏人權；他把自己抬升到眾人之上，成了獨夫寡頭！」他走到桌子邊，將標題頁撕成兩半之後扔到地上。
然而之後出現了轉折；1804年時貝多芬告訴出版商“這部交響曲的標題還是叫‘波拿巴’”。直到1806年才再改爲現名。然而，安東·辛德勒稱，1821年拿破崙逝世時，貝多芬說“我十七年前就為這個悲傷的事件寫了合適的音樂”，意指該交響曲的第二樂章葬禮進行曲。

### 首演
該作品于1804年在洛布科維茨親王的宫殿（Palais Lobkowitz）的一場私人音樂會上首演，由作曲家親自指揮。第一场公演于1805年4月7号，在維也納河畔劇院举行，由作曲家指挥，好友弗朗茨·克莱门特为首席小提琴。
當時的反應趨于兩極化：有人認爲這是一部傑作、高貴、龐大、華麗、優美；也有人認爲它混亂、荒謬，是貝多芬的臆想，令聽者不知所措。過了幾年后的評價漸漸平和，但評論家依然認爲它艱澀、難懂，“不僅僅是爲了娛樂”。據稱，演奏者很享受此作品，並在1807年在萊比錫的一場演出中自願增加排練。

### 出版
作品的分譜于1806年10月在維也納出版（哈斯靈格Haslinger），總譜則於1820年出版（西姆羅克Simrock）。

## 分析

### 配器
該作品所需樂隊規模不大，其中非常不尋常是曲中使用三部法國號，突破了雙管制的傳統。據指出，這可能是史上首次出現的配器選擇。
| 木管乐器 2 长笛 2 双簧管 2 单簧管（B♭调） 2 巴松管 铜管乐器 3 法國号（E♭調） 2 小号（E♭調） 定音鼓 | 弦乐器 第一小提琴 第二小提琴 中提琴 大提琴 低音提琴 |

依照工具書《管弦樂作品手冊》指示，上述之配器可簡記為"2 2 2 2—3 2 0 0—tmp—str"。

### 結構
该交響曲共四个乐章：
1. 有精神的快板（Allegro con brio）
2. 送葬進行曲：非常慢的慢板（Marcia funebre: Adagio assai）
3. 諧謔曲：活潑的快板（Scherzo: Allegro vivace）
4. 終曲：很快的快板（Finale: Allegro molto）

如果包括反覆，全曲時長可達50分鐘以上。在第一樂章中，貝多芬要求展開部要反覆；該反覆在1950年代晚期的演出中通常會被省略。

#### 第一樂章

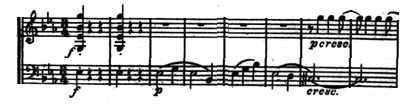
第一主題，大提琴旋律與小提琴伴奏。

首樂章（有活力的快板），降E大調，
拍，奏鳴曲式。該樂章沒有傳統的引子，而是以兩個雄壯的齊奏開頭，然後立刻引入寬廣的分解和絃大提琴主題。主題結束于不合調的升C音上。小提琴發出重復的高音，使和聲變得模糊，但在單簧管與雙簧管奏出的第二主題中得到解決。第二主題相對和美、憂鬱一些，但也有著莊嚴的氣概。
呈示部已經很長；但最為新穎的是貝多芬擴大了發展部的規模，使之比呈示部（不算重復）更長，不僅僅是主題簡單的變化，而成爲了戲劇性的核心。在一段狂暴、充滿衝突的小高潮過後，突然安靜下來，並出現了一個看似新的旋律性主題（實際上是以舊有元素組成）。這個新主題，在弦樂所演奏的連續屬九和弦音量逐漸減輕之時，順暢地在E小調上出現，並且與第一主題互相交錯，其後亦於結束部分再次出現。
再現部開始之前的四小節，圓號提早重申了主題，但此時調性還未回歸到主調上，小提琴也還演奏著屬調的和絃，因而有不尋常的效果。
起初這一充滿先鋒性的樂段甚至被認爲是錯印，但貝多芬自己很珍視它。據白遼士記敘，里斯說：“我當時站在貝多芬旁邊，以爲號手是出錯了。我說：‘該死的圓號手，你不會打拍子嗎？這聽起來大錯特錯。’當時貝多芬差點給了我耳朵一拳。他很久都不肯原諒我。”
再現部基本上紋絲不動地重復了主題，只是做了一般的轉調。但尾聲的規模變得仿佛第二個展開部，與全曲的規模相配。起初調性不明確，但漸漸增強，直到高潮中小號光芒發丈地高鳴第一主題，令人熱血沸騰。
全樂章嚴謹而具有戲劇性。在規模和縱深上都有了顯著的開拓。其長度在貝多芬交響曲作品中，除第9號交響曲之外，無能出其右者。尤其有著節奏和調性上的革新，例如時常加入更有動感的四二拍段落，並多有不協和之處，例如發展部中小提琴在高音區將相差僅一個半音的E和F同時奏出，發出刺耳的怒吼。這些更爲豐富的表達傳遞出熾烈的感情，正如瓦格納所言「恰似自然的熔爐一般，表現了天才青春時期所湧現的種種情緒」。另外，研究者指出，本樂章由第一部、第二部小提琴競奏的一些片段，在現代樂團配置（即小提琴完全置於右舞台）之下，似乎無法呈現最好的效果，貝多芬所處時代，則是將小提琴分配於舞台兩側正面（即右舞台第一部、左舞台第二部），而得以更成功地傳達主題在聽覺上左右遞移、飄忽不定的感受。

#### 第二樂章

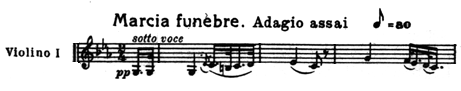
葬禮進行曲的主題，第一小提琴部分。

第二樂章（送葬進行曲：非常慢的柔板），c小調，
拍，稍似回旋曲式。主題有兩個部分，都是木管樂器與弦樂器呼應：其一是開頭小提琴肅穆的c小調乐段，配有鼓點般的低音，在新的調性中結束；其二是有著極大旋律性的一個短句。然後出現了C大調的段落，較爲明亮；但又進入了陰暗的主題。接著出現了三聲賦格段落，音樂變得急促、悲慟，在咆哮聲中轉到屬調。結尾主題重現，但卻只剩下碎片，由低音提琴的撥弦配合，尤其悲涼。木管樂器發出最後的叫喊，樂曲在弱奏中淡出。
該樂章通常被認爲是“英雄葬礼”，羅曼·羅蘭稱之爲“全人類擡著英雄的棺柩”，柏遼玆將之與維吉爾悼念帕拉斯的詩篇相比。該樂章也是貝多芬所創作的作品中，最有影響力的之一。其莊重、哀傷，又充滿美感和獨特的感情張力，由簡單主題發展出多種變化，是貝多芬成熟風格的代表。

#### 第三樂章

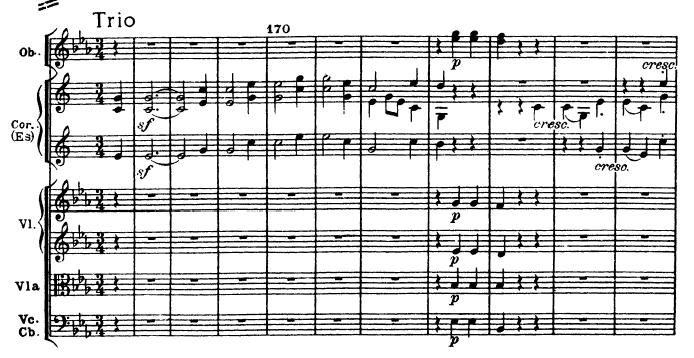
三聲中部：以圓號爲主。

第三樂章（活潑的快板），降E大調，
拍，諧謔曲。該樂章充滿能量，開頭的弱奏突然轉成特強；作曲手法簡潔細緻，感情色彩也有所變化。主題在雙簧管上出現。三聲中部有一個軍號般的主題，由圓號奏出。最後強有力地在鼓聲中結束。
該樂章雖然速度快，卻並非玩笑之作。對其的解釋有兩种極端：既有稱之爲“自然春色的復活”“鄉間歡快的集市”者，也有認爲是“軍營中的景象”的，白遼士甚至稱之爲《伊利亞特》中勇士們在其領袖的墓冢前所進行的舞蹈。這也是第一部在諧謔曲中使用了三支圓號的交響曲。

#### 第四樂章
末樂章（終曲：甚快板），降E大調，
拍，奏鳴曲式、迴旋曲式、變奏曲式的結合体。在末樂章使用變奏形式是極不尋常的。其主題來源於貝多芬之前創作的《普羅米修斯的造物》；貝多芬欽佩普羅米修斯的精神，將他作爲該交響曲的結束，也是恰當的。該主題亦在1802年為獨奏鋼琴創作的「十五段變奏曲與賦格」（Op. 35，又稱「英雄變奏曲」）被使用，也在其他的一些作品當中出現。
該樂章開始時風馳電掣，聽起來在錯誤的調性（g小調和降E大調的屬調）上；但隨即突然進入較爲平和的變奏部分。一開始並沒有呈現出主題，而是先用低音和聲勾勒出了主題的骨架。然後用簡單的旋律與之相配，突出了音色的對比，還有些喜劇色彩。然後才出現了如歌的由兩部分組成的主題。接著有一段賦格和奔放劇烈的舞曲，緊接著另一個由主題變奏而來的賦格段，達到一個小高潮。接著進入了柔美、平靜的樂段，旋律交替進行。漸漸音樂變得強烈，直至一個強有力的壯麗的高潮。在一段較弱但充滿懸念的樂段過後，忽轉急板，暴烈的開頭重現，並引向特強的結束。
該樂章傑出地處理了調性和形式上的發展。其形式綜合了迴旋曲式（主題與不同樂段相穿插）、奏鳴曲式和變奏曲式。低音部分直到尾聲時才消失，但變化多端，起到支撐結構的作用。變奏的性格也從歡樂、奔放、狂烈到靜思、靜謐、溫柔，再轉向光輝的結束，突顯了英雄壯闊的歷程。劉易斯·洛克伍德（Lewis Lockwood）稱該樂章是全曲的昇華。

## 評價
該作品現在被認爲是貝多芬最偉大的傑作之一，也是音樂史上的里程碑之作，與莫札特的《費加羅的婚禮》、瓦格納的《特里斯坦與伊索爾德》、甚至斯特拉文斯基的《春之祭》一同，都開創了新的音樂理念。但在貝多芬的時代，它並沒有得到廣泛的認可。其先鋒性使得聽衆和評論家都感到不解；人們覺察到其原創性、嚴肅性與作曲的技藝，但卻並不大被感動。
該作品的長度幾乎是海頓或莫扎特所作的交響曲兩倍長，第一樂章就跟許多古典樂派的交響曲一樣長。作品比之前更富有情感，經常被舉為浪漫樂派的起始，也是交響曲歷史上里程碑般的作品。其表達内容也有所突破，第一樂章規模非凡，氣勢浩大；第二樂章情感濃郁，從送葬進行曲主題的痛苦，到插曲的撫慰。末樂章也有同樣寬廣的情感。在早期的交響曲裏，末樂章通常快而輕巧，但這裡是較長的主題變奏，還有嚴肅的賦格。
柏遼玆在其論文中闡述道：
|  | 並不像標題所暗示的那樣，該作品中沒有什麽大戰役和生勝利的進行曲；而多有深沉、嚴肅的思考，憂鬱的回憶，充滿華貴和悲傷的儀禮；簡而言之，就好像一個英雄逝世時所作的對其生涯的總括演説。 |

音樂評論家蘇利文（J. W. N. Sullivan）寫道：第一樂章是貝多芬鼓起勇氣面對他的耳聾，第二樂章是慢且如輓歌似的，描述他無法面對的巨大恐懼，第三樂章的詼諧曲，「不斷創造前進能量」，第四樂章是旺盛創造溢出能量。
也有認爲該作品體現了“人類的潛力和對自由的追求”，從而與法國大革命的精神相吻合，甚至可追尋到社会主義的痕跡。
2016年，《BBC音樂雜誌》對151位指挥家做訪談統計，貝多芬第3號交響曲被評為史上第一。

## 影響
- 舒伯特在貝多芬去世時創作的兩首歌曲中向該作品致敬。
- 勃拉姆斯《第四交響曲》的末樂章也使用了變奏曲式。
- 柏遼玆、門德爾松、馬勒等作曲家所創作的送葬形式的進行曲中，也有貝多芬的印跡。
- 柏遼玆在其《配器法》著作中，分析了貝多芬在該作品中對圓號和雙簧管的運用。
- 理查·施特勞斯的《變形》（Metamorphosen）使用了第二樂章葬禮進行曲主題為基礎，再結合他自己的主題變奏。在曲末，葬禮進行曲開頭幾個小節又在低音部重現。
- 第二樂章（葬禮進行曲）經常在紀念儀式中被使用；而且有時是現場演奏。如小羅斯福去世時庫塞維斯基指揮演奏，阿圖羅·托斯卡尼尼去世時布魯諾·瓦爾特也同樣如此。
- 在托馬斯·曼的《魔山》中的一個滑稽角色指標要求在葬禮中使用貝多芬的“色情文學”（Erotica），為“英雄交響曲”（Eroica）之誤。
- 第二樂章在1972年夏季奧運的慕尼黑慘案恐怖攻擊之後被作爲挽歌。
- 希區柯克的電影《驚魂記》中使用了該作品。

## 外部連結
- 貝多芬第3號交響曲：国际乐谱典藏计划上的乐谱
- 英國廣播公司的介紹
- 商業錄音列表
- 費城交響樂團的演出 （页面存档备份，存于）